# 리카르도 샤이

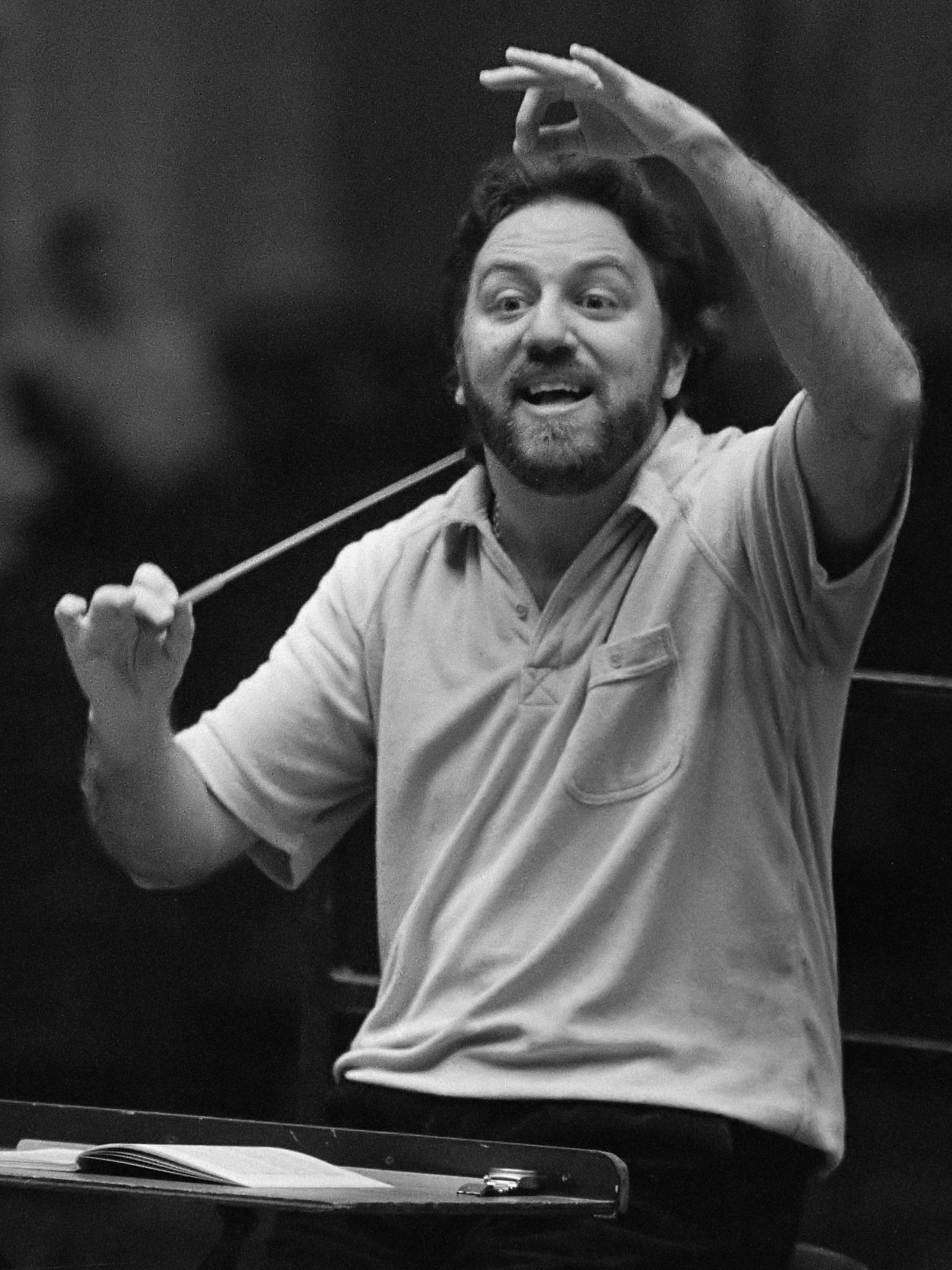
리카르도 샤이 (1986년)

리카르도 샤이(Riccardo Chailly, Cavaliere di Gran Croce OMRI, 1953년 2월 20일 ~ )는 이탈리아의 지휘자이다.

## 경력
밀라노에서 작곡가 루치아노 샤이의 아들로 태어났고, 어린 시절부터 아버지에게 음악이론과 작곡 등을 배웠다. 이어 페루자와 밀라노의 음악원에서 수학했고, 동시에 시에나 음악원에서는 프랑코 페라라에게 지휘를 배웠다. 스무 살 때인 1973년에는 고향의 라 스칼라 극장에서 음악감독을 맡고 있던 클라우디오 아바도의 부지휘자로 발탁되어 경험을 쌓았고, 1978년에 같은 오페라 극장에서 지휘자로 공식 데뷔했다.
이어 빈 국립 오페라 극장와 뉴욕의 메트로폴리탄 오페라, 런던의 코번트 가든 왕립 오페라, 뮌헨의 바이에른 국립 오페라 등에 객원 출연해 신예 오페라 지휘자로 절찬을 받았다. 오페라 외에 콘서트 지휘자로도 활동을 시작해, 1980년에 27세의 나이로 빈 필하모닉 오케스트라와 차이콥스키의 교향곡 제5번을 영국의 데카 레코드에 취입해 화제가 되었다.
1982년에는 서베를린 방송 교향악단의 상임 지휘자로 부임했고, 이어 런던 필하모닉 오케스트라의 수석 객원 지휘자와 볼로냐 시립 극장의 지휘자를 겸임했다. 베를린 재임기에는 당시 상당히 뜸하게 다루어지던 브루크너의 초기 교향곡들이나 푸치니의 관현악 작품들, 말러의 미완성 유작인 교향곡 제10번의 데릭 쿡 연주회용 보완판을 과감히 공연하고 녹음해 화제가 되기도 했다.
1988년에는 콘세르트헤바우 관현악단의 상임 지휘자로 발탁되었고, 이 때도 베를린 시절부터 계속 작업해오던 브루크너와 말러의 교향곡 녹음을 계속 이어서 진행해 전집 세트를 완성시켰다. 동시에 악단을 네덜란드 오페라단 공연의 호스트 관현악단으로도 출연시켜 오페라 연주 경험을 쌓게 하였으며, 힌데미트와 메시앙, 바레즈 등 근현대 음악의 보급과 녹음에도 적극적으로 나섰다.
1999년에는 밀라노를 기반으로 한 신생 관현악단인 밀라노 주세페 베르디 교향악단의 초대 음악 감독으로 부임했고, 이 악단과도 로시니와 베르디, 푸치니의 잘 알려지지 않은 작품들이나 근래에 새로이 발굴된 작품들을 모은 음반을 시리즈로 출반하는 등 독자적인 기획물을 계속 내놓았다. 또 2002년에 임기가 끝날 예정이었던 콘세르트헤바우와도 2년 연장 계약을 맺었고, 2004년 퇴임한 후에는 악단으로부터 명예 지휘자 직함을 받기도 했다.
2005년에는 라이프치히 게반트하우스 관현악단의 카펠마이스터와 라이프치히 오페라의 음악 총감독에 임명되었고, 게반트하우스 취임 연주회에서 공연한 멘델스존의 교향곡 제2번 《찬미가》는 전속 음반사인 데카에서 실황으로 발매되었다. 이어 말러가 재편곡한 슈만의 교향곡 전집 등 이채로운 레퍼토리들을 계속 공연하고 녹음하고 있으며, 바이올리니스트 야니너 얀선이나 피아니스트 넬손 프레이레와 멘델스존, 브루흐, 브람스의 여러 협주곡들도 음반으로 제작하기도 했다.
2008년 5월에는 당초 2010년까지로 되어 있던 게반트하우스의 카펠마이스터 계약을 2015년까지 연장해 악단과의 좋은 관계를 드러내기도 했으나, 겸임하던 라이프치히 오페라 에서는 경영진과의 불화가 심해져 오히려 사임했다. 비슷한 시기에는 심장 이상이 겹쳐 잠시 입원하기도 했으나, 현재는 회복되어 계속 게반트하우스를 주축으로 공연하고 있다.
1980년부터 시작한 데카와의 계약은 지금도 유지되고 있으며, 상임 지휘자 등 주요 직책을 맡은 악단과의 녹음들 외에도 대중적으로 큰 인기를 얻은 쇼스타코비치의 '댄스 앨범' 을 필라델피아 오케스트라와 녹음하는 등 객원 자격으로도 다른 악단과 작업하기도 했다. 그러나 주요 직책의 악단에 각별히 집중하는 작업 스타일 때문에 객원 지휘 횟수나 녹음은 다른 지휘자들에 비해 매우 적은 편이다.

## 에피소드
- 클래식 음악에 전념하고 있지만, 한 언론사와 가진 인터뷰에서는 소년 시절 용돈을 벌기 위해 주말마다 리듬 앤 블루스 밴드에서 드럼 연주자로 활동하기도 했다고 밝혔다.[1]

- 1984년 11월 로열 필하모닉 오케스트라의 순회 공연 때 객원 지휘자 자격으로 처음 내한했다. 이때 피아니스트 이경숙과 베토벤의 피아노 협주곡 제5번을 협연했는데, 공연 중에 이경숙이 일시적으로 악보를 기억하지 못해 연주가 중단될 뻔한 일이 한국 언론에 보도됐다.

## 서훈
- 1994년 이탈리아 공화국 공로 훈장 2등급(Grande Ufficiale OMRI)
- 1998년 이탈리아 공화국 공로 훈장 1등급(Cavaliere di Gran Croce OMRI)